# عالم مظلم (فلم 2019)
عالم مظلم هو فيلم أكشن إثارة خيال علمي روسي من إخراج إيجور بارانوف وبطولة كسينيا كوتيبوفا، سفيتلانا إيفانوفا، بيوتر فيودوروف، كونستانتين لافرونينكو وأليكسي تشادوف، صدر الفيلم في روسيا في 21 نوفمبر 2019.

## نبذه
تحدث ظواهر غريبة على وجه الأرض وتنقطع كافة الاتصالات بين الدول، فتكتشف القوات العسكرية عن وجود شيء غامض من الفضاء يُدمر الحياة على الأرض ويهدد كل شيء.

## روابط خارجية
- عالم مظلم على موقع IMDb (الإنجليزية)
- عالم مظلم على موقع روتن توميتوز (الإنجليزية)
- عالم مظلم على موقع ألو سيني (الفرنسية)
- عالم مظلم على موقع أول موفي (الإنجليزية)
- عالم مظلم على موقع فيلمافينيتي (الإسبانية)
- عالم مظلم على موقع قاعدة بيانات الفيلم (الإنجليزية)
- عالم مظلم على موقع ليتربوكسد (الإنجليزية)
- عالم مظلم على موقع كينوبويسك (الروسية)